# Purba Medinipur
Purba Medinipur (Nederlands: Oost-Medinipur) is een district van de Indiase staat West-Bengalen. Het district is ontstaan in 2002, toen het voormalige district Medinipur gesplitst werd in Purba Medinipur en Paschim Medinipur (West-Medinipur). Het district telt 4.417.377 inwoners en heeft een oppervlakte van 3960 km². De hoofdstad is Tamluk.
Purba Medinipur ligt aan de Golf van Bengalen, ten zuidwesten van de metropool Calcutta. Het district bestaat uit vier subdivisies:
- Tamluk
- Haldia
- Contai
- Egra